# Gondogorogletscher
Der Gondogorogletscher befindet sich im östlichen Karakorum im pakistanischen Sonderterritorium Gilgit-Baltistan.

## Lage
Der Gondogorogletscher hat eine Länge von 20 km. Er strömt anfangs in südwestlicher Richtung, später in südlicher Richtung durch die östlichen Masherbrum-Berge.
Der Gondogoro La führt am Ende des Gletschers zum nördlich gelegenen Oberen Baltorogletscher. Der Gondogorogletscher wird von folgenden Bergen umrahmt: Laila Peak, Gondogoro Ri und Yermanendu Kangri.
Der Gondogorogletscher speist den Hushe, einen rechten Nebenfluss des Shyok.